# Viaccess
La codifica Viaccess (detta anche V-Card o Viacard) è un sistema di criptazione video/audio basato sull'uso di un modulo di accesso condizionato (in inglese Conditional Access Module o CAM) sviluppato da France Télécom ed utilizzato dalle reti televisive via satellite europee, quali i canali RSI LA1 e RSI LA2 appartenenti alla società SRG SSR, e la pay tv TPS.

## Caratteristiche
Il sistema di codifica Viaccess è simile a quelli denominati Irdeto e SECA Mediaguard. Questi ultimi sono stati soppiantati dal Viaccess in quanto più sicuro e meno facilmente penetrabile o copiabile dagli hacker, anche se neanche le vecchie versioni di questa codifica sono più sicure. Questi ultimi, copiando i codici delle CAM, riescono a creare carte clonate.
Esistono ulteriori miglioramenti del sistema Viaccess, come quello adottato dalla francese TPS e che fa uso di chiavi AES (Advanced Encryption Standard) che vengono periodicamente modificate attualmente con cadenza di ogni 12 minuti circa.

## Versione del Viaccess
- Viaccess 1 (non più utilizzata)
- Viaccess 2

Viaccess PC 2.3 (Compromessa)
Viaccess PC 2.4 (Compromessa)
Viaccess PC 2.5 (Compromessa)
Viaccess PC 2.6 (Compromessa)
- Viaccess 3 (Compromessa)
- Viaccess 4
- Viaccess 5
- Viaccess 6

## Operatori che usano Viaccess
Svizzera
- SRG SSR

 Francia
- Canal Sat
- TNTSAT
- FRANSAT
- Bis TV
- Orange

 Belgio
- TéléSAT

## La pirateria e contromisure
Il Viaccess  1 è stato piratato e completamente rimpiazzato da Viaccess 2, ma tuttora il sistema Viaccess soffre del fenomeno del card sharing che non è stato ancora debellato. La nuova versione Viaccess 5, chiamata anche "Viaccess 5 praha" (Proactive Against Hacker Attacks), ha implementato una nuova tecnologia che bloccherà tale pratica sfruttando un marriage scheda\decoder per impedire che vengano decodificati gli ECM provenienti da altri decoder.